# 우와지마시
우와지마시(일본어: 宇和島市)는 일본 시코쿠 남서부, 에히메현 남부(난요 지방)에 있는 도시로 난요 지방의 중심 도시이다. 구 기타우와군의 일부와 구 우와지마시가 합병해 탄생하였다. 투우로 유명한 옛 성시이다.

## 인구
| 연도 | 인구    | ±%     |
| ---- | ------- | ------ |
| 1960 | 132,146 | —      |
| 1970 | 111,648 | −15.5% |
| 1980 | 110,920 | −0.7%  |
| 1990 | 105,030 | −5.3%  |
| 2000 | 95,641  | −8.9%  |
| 2010 | 84,212  | −11.9% |
| 2020 | 70,809  | −15.9% |

## 지리
서쪽은 우와해와 접하고 이외의 세 방면은 산지로 둘러싸여 있다. 리아스식 해안이 펼쳐지고 외딴 섬도 있어 어항이 많다.

### 기후
주오 구조선보다 남쪽에 위치하고 쿠로시오 해류의 영향을 받기 때문에 기후는 온난한 태평양측 기후이다. 또 1927년 7월 22일에 최고 기온 40.2℃를 기록한 바 있다.
| 우와지마시의 기후                                            | 우와지마시의 기후 | 우와지마시의 기후 | 우와지마시의 기후 | 우와지마시의 기후 | 우와지마시의 기후 | 우와지마시의 기후 | 우와지마시의 기후 | 우와지마시의 기후 | 우와지마시의 기후 | 우와지마시의 기후 | 우와지마시의 기후 | 우와지마시의 기후 | 우와지마시의 기후 |
| 월                                                           | 1월               | 2월               | 3월               | 4월               | 5월               | 6월               | 7월               | 8월               | 9월               | 10월              | 11월              | 12월              | 연간              |
| ------------------------------------------------------------ | ----------------- | ----------------- | ----------------- | ----------------- | ----------------- | ----------------- | ----------------- | ----------------- | ----------------- | ----------------- | ----------------- | ----------------- | ----------------- |
| 역대 최고 기온 °C (°F)                                       | 22.5 (72.5)       | 23.7 (74.7)       | 26.8 (80.2)       | 30.0 (86.0)       | 31.7 (89.1)       | 35.9 (96.6)       | 40.2 (104.4)      | 38.4 (101.1)      | 36.1 (97.0)       | 33.0 (91.4)       | 28.2 (82.8)       | 24.3 (75.7)       | 40.2 (104.4)      |
| 일평균 최고 기온 °C (°F)                                     | 11.3 (52.3)       | 12.3 (54.1)       | 15.6 (60.1)       | 20.4 (68.7)       | 24.3 (75.7)       | 26.7 (80.1)       | 31.0 (87.8)       | 32.2 (90.0)       | 29.0 (84.2)       | 24.3 (75.7)       | 19.1 (66.4)       | 13.8 (56.8)       | 21.7 (71.1)       |
| 일일 평균 기온 °C (°F)                                       | 7.0 (44.6)        | 7.6 (45.7)        | 10.7 (51.3)       | 15.3 (59.5)       | 19.5 (67.1)       | 22.8 (73.0)       | 26.8 (80.2)       | 27.7 (81.9)       | 24.5 (76.1)       | 19.3 (66.7)       | 14.1 (57.4)       | 9.1 (48.4)        | 17.0 (62.6)       |
| 일평균 최저 기온 °C (°F)                                     | 2.9 (37.2)        | 3.2 (37.8)        | 5.9 (42.6)        | 10.4 (50.7)       | 14.9 (58.8)       | 19.4 (66.9)       | 23.4 (74.1)       | 24.3 (75.7)       | 20.9 (69.6)       | 15.1 (59.2)       | 9.8 (49.6)        | 5.0 (41.0)        | 13.0 (55.4)       |
| 역대 최저 기온 °C (°F)                                       | −5.6 (21.9)       | −6.2 (20.8)       | −4.2 (24.4)       | −0.7 (30.7)       | 2.8 (37.0)        | 9.0 (48.2)        | 14.5 (58.1)       | 16.2 (61.2)       | 8.7 (47.7)        | 2.9 (37.2)        | −0.4 (31.3)       | −3.3 (26.1)       | −6.2 (20.8)       |
| 평균 강수량 mm (인치)                                        | 61.2 (2.41)       | 74.8 (2.94)       | 115.6 (4.55)      | 116.7 (4.59)      | 149.0 (5.87)      | 286.0 (11.26)     | 245.0 (9.65)      | 177.1 (6.97)      | 215.9 (8.50)      | 129.8 (5.11)      | 86.4 (3.40)       | 70.2 (2.76)       | 1,727.5 (68.01)   |
| 평균 강수일수 (≥ 0.5 mm)                                     | 10.7              | 9.9               | 12.0              | 10.2              | 9.6               | 14.4              | 11.6              | 10.1              | 11.4              | 8.3               | 8.8               | 10.9              | 127.9             |
| 평균 상대 습도 (%)                                           | 66                | 66                | 67                | 67                | 71                | 78                | 78                | 75                | 76                | 74                | 72                | 69                | 72                |
| 평균 월간 일조시간                                           | 110.1             | 132.0             | 167.7             | 187.7             | 197.0             | 139.0             | 195.1             | 219.8             | 169.5             | 171.9             | 135.4             | 110.0             | 1,933.4           |
| 출처: 일본 기상청 (평년값: 1991년~2020년, 극값: 1922년~현재) |                   |                   |                   |                   |                   |                   |                   |                   |                   |                   |                   |                   |                   |

### 인접하는 자치체
- 에히메현
  - 세이요시
  - 기타우와군 기호쿠정, 마쓰노정
  - 미나미우와군 아이난정

- 고치현
  - 시만토시
  - 스쿠모시

## 역사

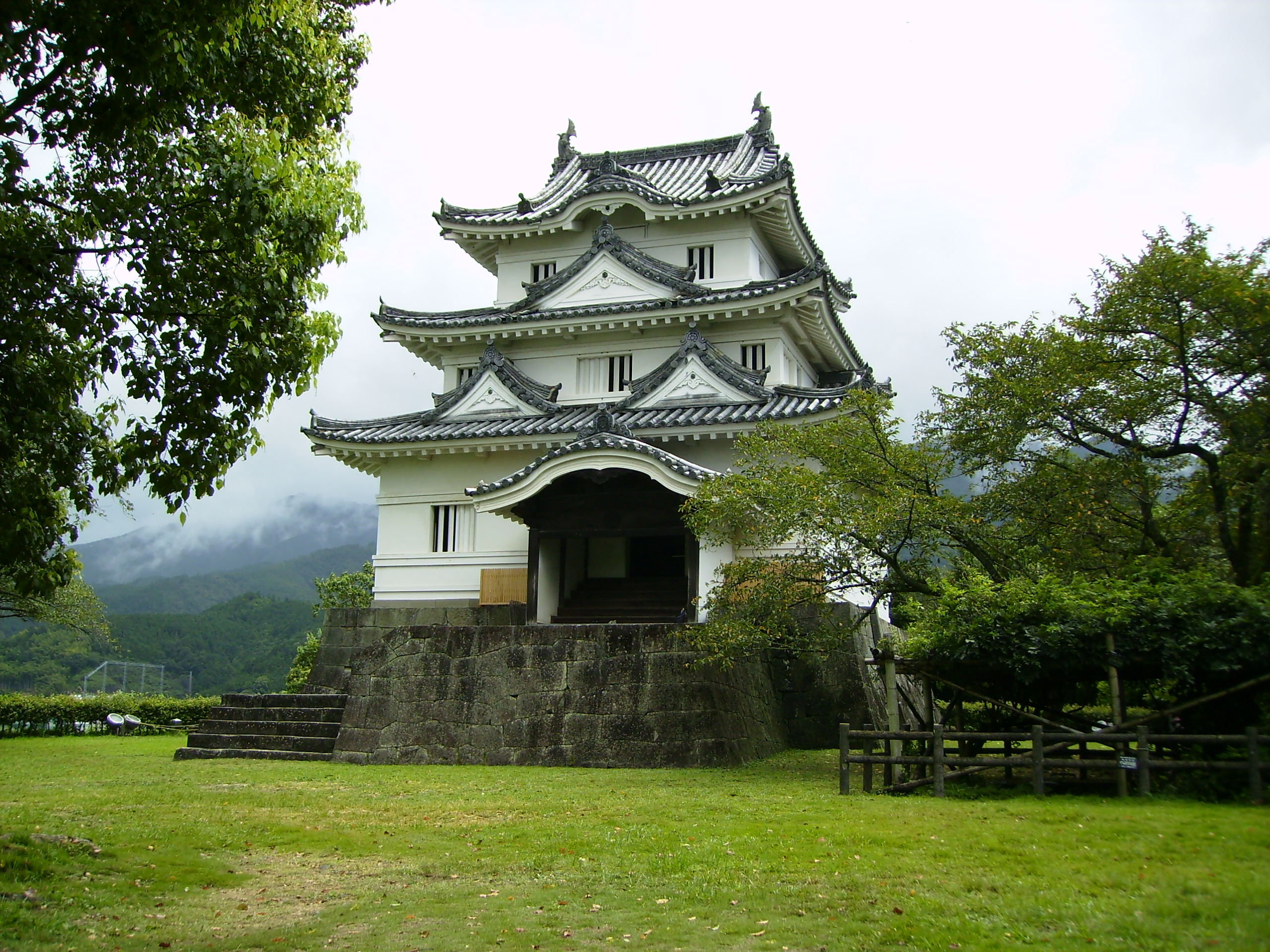
우와지마성

- 1601년 - 도도 다카토라에 의해 우와지마성이 축성되었다.
- 1614년 - 다테 히데무네가 오사카 전투 공적으로 10만 석을 받아 우와지마성에 입성하였다. 이후 에도 시대에는 센다이번 다테씨의 분가인 우와지마번의 성시가 되었다.
- 1889년 - 우와지마정이 성립하였다.
- 1917년 - 마루호촌을 편입하였다.
- 1921년 8월 1일 - 기타우와군 우와지마정·야하타촌이 합병하여 시로 승격해 우와지마시가 탄생하였다.
- 1934년 9월 1일 - 기타우와군 구시마촌을 편입하였다.
- 1945년 5월 8일 - 태평양 전쟁 말기의 대공습으로 시가지 대부분이 소실되었다.
- 1955년 3월 31일 - 기타우와군 미우라촌·다카미쓰촌을 편입하였다.
- 1974년 4월 1일 - 기타우와군 우와우미촌을 편입하였다.
- 2005년 8월 1일 - 기타우와군 요시다정·쓰시마정·미마정과 우와지마시가 대등 합병(신설 합병)해 새로운 우와지마시가 되었다.

## 산업
우와지마시는 난요 지방의 중심 도시이지만 평지가 부족하기 때문에 산업 면에서 힘은 작다.

## 교통

### 철도
- 시코쿠 여객철도
  - 요산선
  - 요도선

### 도로
- 국도 56호선
- 국도 320호선
- 국도 378호선
- 국도 381호선